# Pyrifenox
Pyrifenox eine chemische Verbindung aus der Gruppe der Pyridine und ein Fungizid. Pyrifenox wurde 1986 von Dr. R. Maag (heute Syngenta) eingeführt.

## Gewinnung und Darstellung
Pyrifenox kann ausgehend von 2,4-Dichlorbenzoesäureethylester und Ethyl-3-pyridinacetat, welche unter Anwesenheit von Natriummethanolat miteinander reagieren, gewonnen werden. Das Produkt davon wird im 2. Schritt mit O-Methylhydroxylamin umgesetzt.

## Verwendung
Pyrifenox wird als systemisches Fungizid gegen zahlreiche Pilzkrankheiten im Bananen-, Erdnuss-, Gemüse- und Weinanbau verwendet. Der Wirkstoff wirkt über die Hemmung der Ergosterin-Biosynthese.

## Zulassung
Pyrifenox war von 1993 bis 2000 in Deutschland zugelassen. In den Staaten der EU und in der Schweiz sind keine Pflanzenschutzmittel mit diesem Wirkstoff zugelassen.